# Wintergartenprogramm
Wintergartenprogramm ist ein deutscher Kompilationsfilm der Gebrüder Skladanowsky aus dem Jahr 1895.

## Handlung
Das Wintergartenprogramm bestand aus folgenden Filmsequenzen:
- Italienischer Bauerntanz: Kindergruppe Ploetz-Larella
- Komisches Reck: Brüder Milton
- Das boxende Känguruh: Mister Delaware
- Jongleur: Paul Petras
- Akrobatisches Potpourri: Familie Grunato
- Kamarinskaja. (Russischer Nationaltanz): Gebrüder Tscherpanoff
- Serpentintanz: Mademoiselle Ancion
- Ringkämpfer: Greiner und Sandow
- Apotheose. Die Erfinder des Bioscops: Gebrüder Skladanowsky

## Hintergrund
Das Wintergartenprogramm wurde erstmals am 1. November 1895 im Varieté Wintergarten gezeigt und gilt als erste kommerzielle Kinovorführung.
1994 wurde der Film vom Bundesarchiv – Filmarchiv mit Unterstützung der Stiftung Deutsche Kinemathek (Berlin) und Optronik GmbH (Potsdam) und weiteren Partnern rekonstruiert.